# Setge d'Odawara (1590)
|  | Aquest article tracta sobre el setge de 1590. Vegeu-ne altres significats a «Setge d'Odawara». |

El setge d'Odawara (小田原 征伐, Odawara seibatsu) de 1590 va ser el tercer setge que va patir el castell Odawara durant el període Sengoku al Japó.

## Història
El castell Odawara, base principal del clan Hōjō tardà havia estat assetjat primerament l'any 1494 per Hōjō Soun i des de llavors es va convertir en la base principal del clan Hojo. Més tard, durant el període Sengoku seria assetjat durant el 1561 per les tropes de Uesugi Kenshin durant tres mesos, després dels quals van haver de retirar a causa de la manca de provisions sense prendre pròpiament el castell. Més tard, en 1569 les forces de Takeda Shingen van intentar prendre el castell, només que aquest setge en particular només va durar tres dies i novament el castell no va caure en mans enemigues.
Durant el 1590, Toyotomi Hideyoshi va emprendre una campanya per eliminar el clan Hōjō tardà, ja que amenaçaven els seus interessos polítics, de manera que el castell Odawara novament va ser el blanc de les accions.
Mesos abans que el conflicte es desenvolupés, el clan Hōjō va intentar millorar les defenses del castell. L'enorme exèrcit d'Hideyoshi va envoltar-lo en el que ha estat anomenat com "el setge més poc convencional a la història dels samurais", ja que aquests tenien tota mena d'entreteniment: des de concubines, prostitutes, músics, acròbates, empassa-focs i joglars. Els defensors dormien a les muralles amb els seus arcabussos i armadures; malgrat la seva tremenda inferioritat numèrica, van descoratjar a Hideyoshi per atacar. Pel que la major part de l'assetjament va consistir en la clàssica tàctica d'impedir que arribessin les provisions dins del castell generant fam als seus ocupants. Tan sols algunes petites escaramusses van tenir lloc el seu voltant, com quan un grup de miners de la província de Kai van cavar per sota dels murs del castell, permetent que els homes de Ii Naomasa entressin.
Després de tres mesos, els Hōjō es van rendir, presumiblement per l'escassetat de menjar i provisions. Tokugawa Ieyasu, un dels principals generals d'Hideyoshi, va rebre les terres dels Hōjō.
A més de prendre el castell Odawara, Hideyoshi va vèncer als Hōjō a Hachiōji, Yorii, Shizuoka i prop del sud-est de la regió de Kantō.